# براين كيدج
برايان كيغ (بالإنجليزية: Brian Cage)‏ هو مصارع محترف أمريكي، ولد في 2 فبراير 1984 في تشيكو في الولايات المتحدة.

## روابط خارجية
- براين كيدج على موقع IMDb (الإنجليزية)
- براين كيدج على موقع WrestlingData.com (الإنجليزية)
- براين كيدج على موقع CageMatch worker (الإنجليزية)
- براين كيدج على موقع قاعدة بيانات المصارعة على الإنترنت (الإنجليزية)
- براين كيدج على موقع عالم المصارعة على الإنترنت (الإنجليزية)